# Conflans-en-Jarnisy
Conflans-en-Jarnisy é uma comuna francesa na região administrativa de Grande Leste, no departamento de Meurthe-et-Moselle. Estende-se por uma área de 8,71 km², com  (Conflanais) 2502 habitantes, segundo os censos de 1999, com uma densidade de 287 hab/km².